# Sougy
Sougy est une commune française située dans le département du Loiret en région Centre-Val de Loire.

## Géographie

### Localisation
La commune de Sougy se trouve dans le quadrant nord-ouest du département du Loiret, en limite du département d'Eure-et-Loir, dans la région agricole de la Beauce riche et l'aire urbaine d'Orléans. À vol d'oiseau, elle se situe à 18,8 km d'Orléans, préfecture du département, et à 7,4 km d'Artenay, ancien chef-lieu du canton dont dépendait la commune avant mars 2015. La commune fait partie du bassin de vie de Patay dont elle est éloignée de 7,0 km.
Les communes les plus proches sont : Huêtre (4 km), Rouvray-Sainte-Croix (4,2 km), Terminiers (4,7 km, en Eure-et-Loir), Coinces (6,1 km), Bricy (6,3 km), Poupry (6,4 km, en Eure-et-Loir), Lumeau (6,9 km, en Eure-et-Loir), Patay (7 km), Chevilly (7 km) et Artenay (7,4 km).
| Terminiers Lumeau    | Poupry |          |
| Rouvray-Sainte-Croix | Sougy  | Artenay  |
| Coinces Bricy        | Huêtre | Chevilly |

### Géologie et relief
- qOE : Limons et loess quaternaires
- m2MCO : Marnes et calcaires de l'Orléanais (Burdigalien)

Carte géologique de la commune de Sougy.
qOE : Limons et loess quaternaires
m2MCO : Marnes et calcaires de l'Orléanais (Burdigalien)
(: Gouffre, aven
$ : Carrière à ciel ouvert

La région d’Orléans se situe dans le sud du Bassin parisien, vaste cuvette composée d’un empilement de couches sédimentaires d’origines essentiellement détritiques (issus de l’érosion d’anciennes chaînes de montagnes) et carbonatées (précipitation de carbonate de calcium). Ces dépôts s'étagent du Trias (- 250 millions d’années) au Pliocène (- 23 millions d’années) et se font surtout en contexte marin, mais aussi en milieu lacustre. Les successions de périodes glaciaires et interglaciaires au Quaternaire aboutissent à la configuration géomorphologique actuelle : altération plus ou moins profonde des roches en place, terrasses alluviales anciennes perchées sur les plateaux et incision de la vallée actuelle de la Loire,.
Les calcaires de Beauce, qui constituent le socle du territoire communal, se forment à l'Aquitanien (de - 23 à - 20,5 millions d’années). Leur partie supérieure, les marnes et calcaires de l’Orléanais (m2MCO), occupe les parties est et ouest de la commune. Les marnes et sables de l’Orléanais (m2MSO), premiers dépôts burdigaliens (de – 20,44 à – 15,97 millions d'années) recouvrant les calcaires de Beauce, occupent occupent la partie ouest de la commune. Ces sables sont essentiellement composés de grains de quartz émoussés, accompagnés de feldspaths kaolinisés et friables, de silex à patine noire et de graviers calcaires particulièrement fréquents à la base de la formation,. Cette formation est elle-même surmontée par des limons et lœss (qOE), datés du Quaternaire, qui affleurent sur une grande partie centrale de la commune.
Fragmentés et fissurés, les calcaires peuvent être le siège de phénomènes karstiques. Les circulations préférentielles d’eaux souterraines érodent ces calcaires en profondeur et entraînent la formation de dépressions, gouffre ou dolines. Les manifestations en surface de ces fragilités ne sont pas rares dans la région orléanaise. 8 cavités ont été inventoriées par le service régional Centre du BRGM sur la commune, en octobre 2003, dont sept dolines (dépressions circulaires ou elliptiques liée à l'activité karstique) et un ouvrage civil.
Le territoire communal est relativement plat puisque la dénivelée maximale est de 13 mètres. L'altitude du territoire varie en effet de 121 mètres à 134 mètres,.

### Hydrographie
Aucun cours d'eau permanent n'est répertorié sur la commune.

### Climat
Pour des articles plus généraux, voir Climat du Centre-Val de Loire et Climat du Loiret.
En 2010, le climat de la commune est de type climat océanique dégradé des plaines du Centre et du Nord, selon une étude du CNRS s'appuyant sur une série de données couvrant la période 1971-2000. En 2020, Météo-France publie une typologie des climats de la France métropolitaine dans laquelle la commune est exposée à un climat océanique altéré et est dans la région climatique Moyenne vallée de la Loire, caractérisée par une bonne insolation (1 850 h/an) et un été peu pluvieux.
Pour la période 1971-2000, la température annuelle moyenne est de 11 °C, avec une amplitude thermique annuelle de 15,1 °C. Le cumul annuel moyen de précipitations est de 650 mm, avec 10,9 jours de précipitations en janvier et 7,5 jours en juillet. Pour la période 1991-2020, la température moyenne annuelle observée sur la station météorologique de Météo-France la plus proche, « Orléans - Bricy », sur la commune de Bricy à 6 km à vol d'oiseau, est de 11,7 °C et le cumul annuel moyen de précipitations est de 635,5 mm,. Pour l'avenir, les paramètres climatiques de la commune estimés pour 2050 selon différents scénarios d'émission de gaz à effet de serre sont consultables sur un site dédié publié par Météo-France en novembre 2022.

### Milieux naturels et biodiversité

#### Sites Natura 2000
Le réseau Natura 2000 est un réseau écologique européen de sites naturels d’intérêt écologique élaboré à partir des Directives «Habitats » et «Oiseaux ». Ce réseau est constitué de Zones Spéciales de Conservation (ZSC) et de Zones de Protection Spéciale (ZPS). Dans les zones de ce réseau, les États membres s'engagent à maintenir dans un état de conservation favorable les types d'habitats et d'espèces concernés, par le biais de mesures réglementaires, administratives ou contractuelles. L'objectif est de promouvoir une gestion adaptée des habitats tout en tenant compte des exigences économiques, sociales et culturelles, ainsi que des particularités régionales et locales de chaque État membre. les activités humaines ne sont pas interdites, dès lors que celles-ci ne remettent pas en cause significativement l’état de conservation favorable des habitats et des espèces concernés,.
Un site Natura 2000 est présent sur le territoire communal de Sougy : « Beauce et vallée de la Conie ». Ce site a été classé zone de protection spéciale (ZPS) au titre de la Directive "Oiseaux" par arrêté du 4 mai 2007 et est codé FR2410002. D'une superficie de 71 753 ha, la zone s'étend sur 62 communes dont 4 dans le Loiret (Patay, Rouvray-Sainte-Croix, Sougy et Villeneuve-sur-Conie). L'intérêt du site repose essentiellement sur la présence en période de reproduction des espèces caractéristiques de l'avifaune de plaine : œdicnème criard (40-45 couples), alouettes (dont 25-40 couples d'Alouette calandrelle, espèce en limite d'aire de répartition), cochevis, bruants, perdrix grise (population importante), caille des blés, mais également les rapaces typiques de ce type de milieux (Busards cendré et Saint-Martin).

Espèces représentatives de l'avifaune du site Natura 2000 «Beauce et vallée de la Conie ».
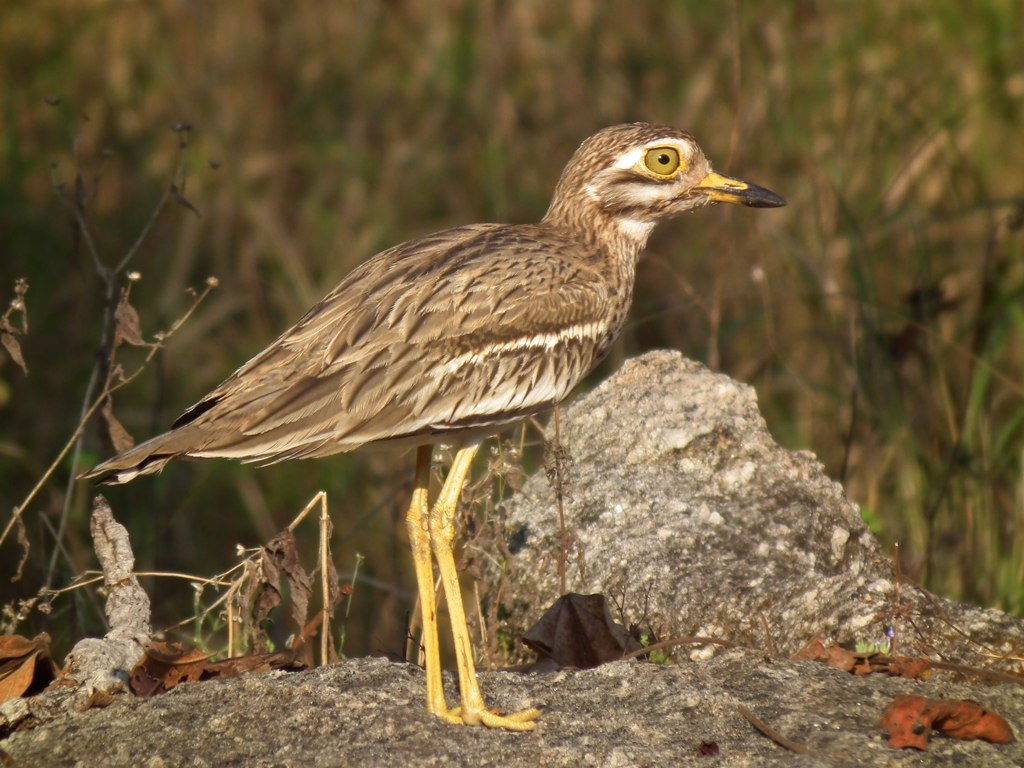
Œdicnème criard
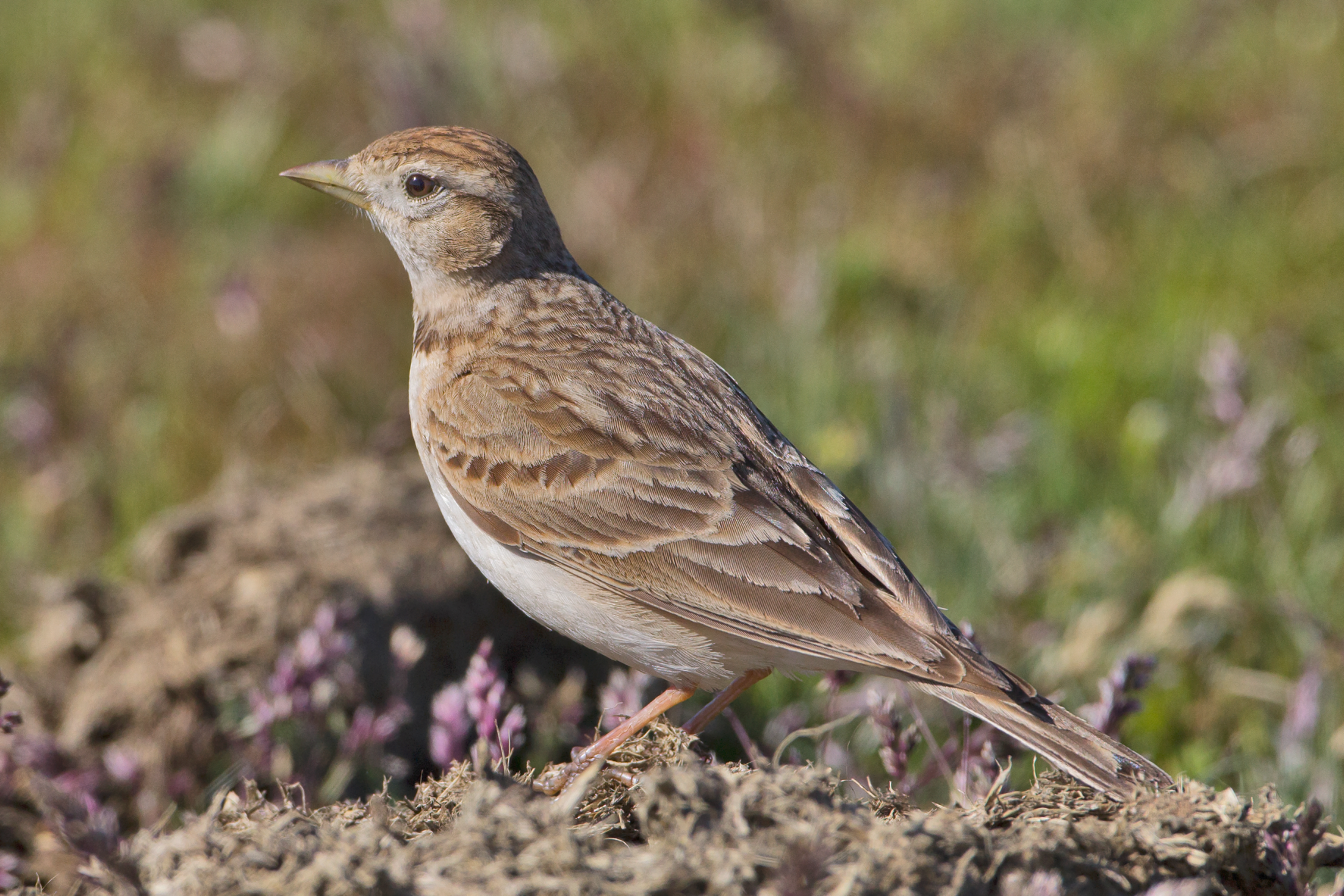
Alouette calandrelle
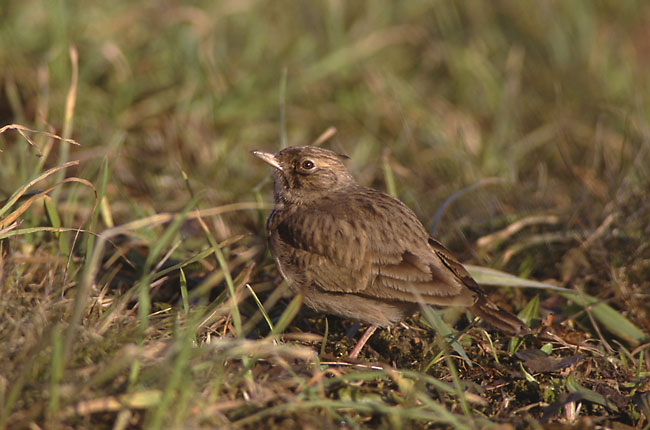
Cochevis huppé (Galerida cristata)
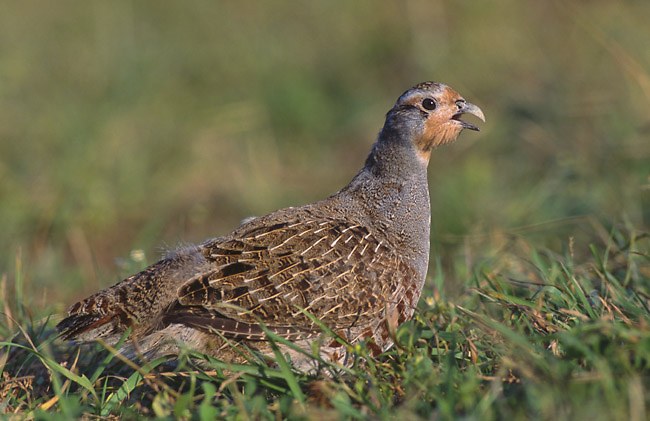
Perdrix grise (Perdix perdix)
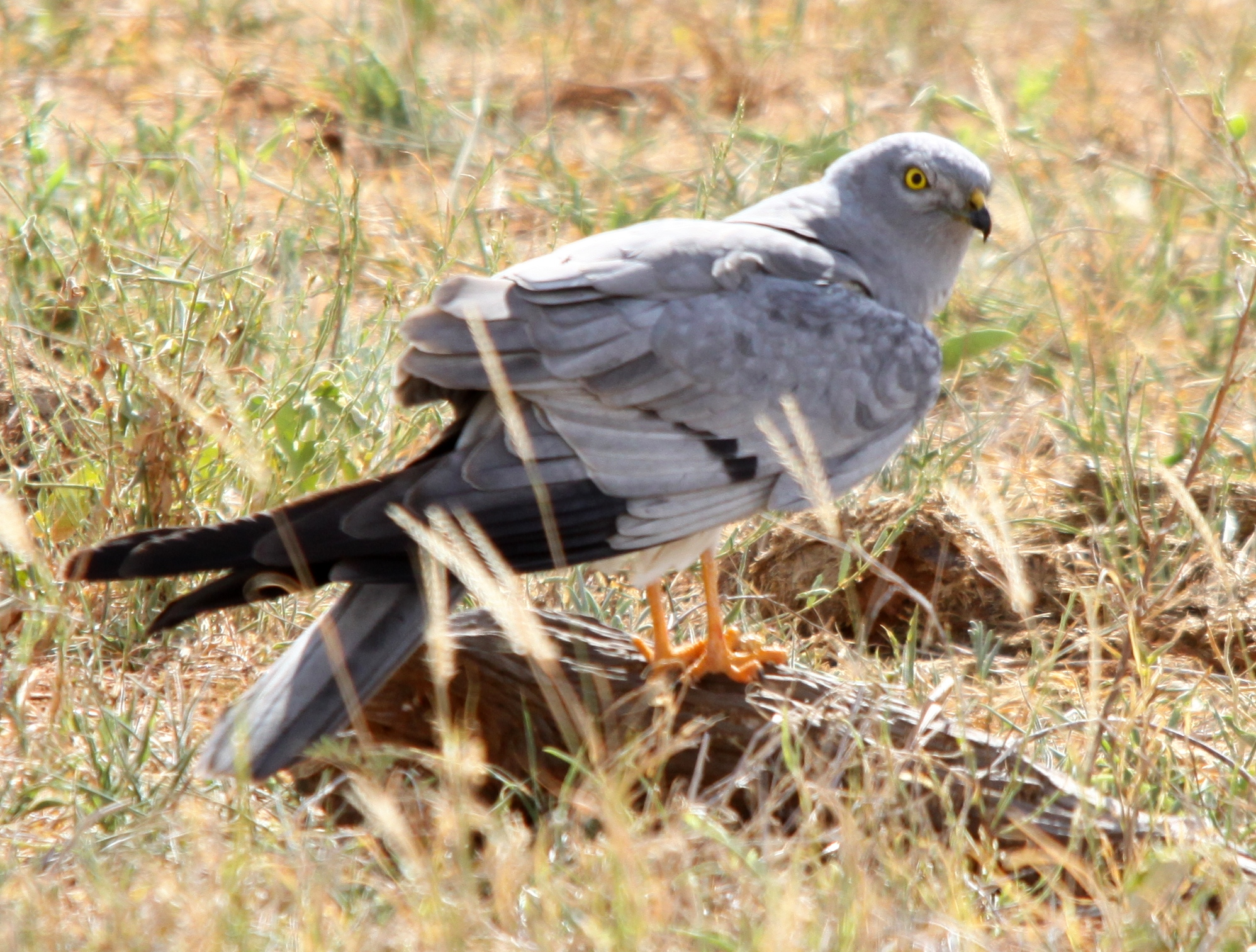
Busard cendré (Circus pygargus) mâle
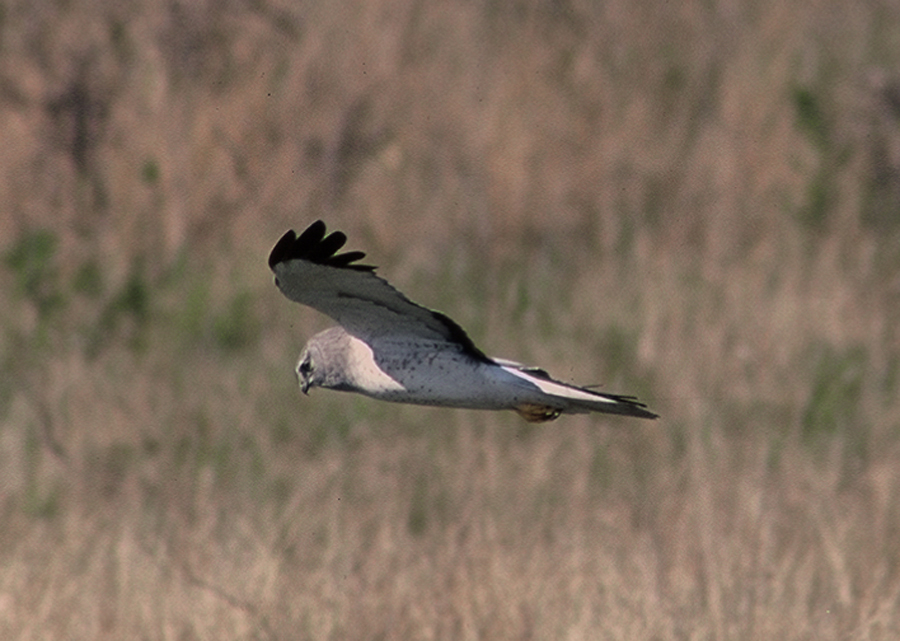
Busard Saint-Martin mâle adulte

#### Zones nationales d'intérêt écologique, faunistique et floristique
L’inventaire des zones naturelles d'intérêt écologique, faunistique et floristique (ZNIEFF) a pour objectif de réaliser une couverture des zones les plus intéressantes sur le plan écologique, essentiellement dans la perspective d’améliorer la connaissance du patrimoine naturel national et de fournir aux différents décideurs un outil d’aide à la prise en compte de l’environnement dans l’aménagement du territoire. Le territoire communal de Sougy ne comprend pas de  ZNIEFF.

## Toponymie
- Silviacum (Silvius), Sougy (1536)

## Histoire

### Révolution française et Empire

#### Nouvelle organisation territoriale

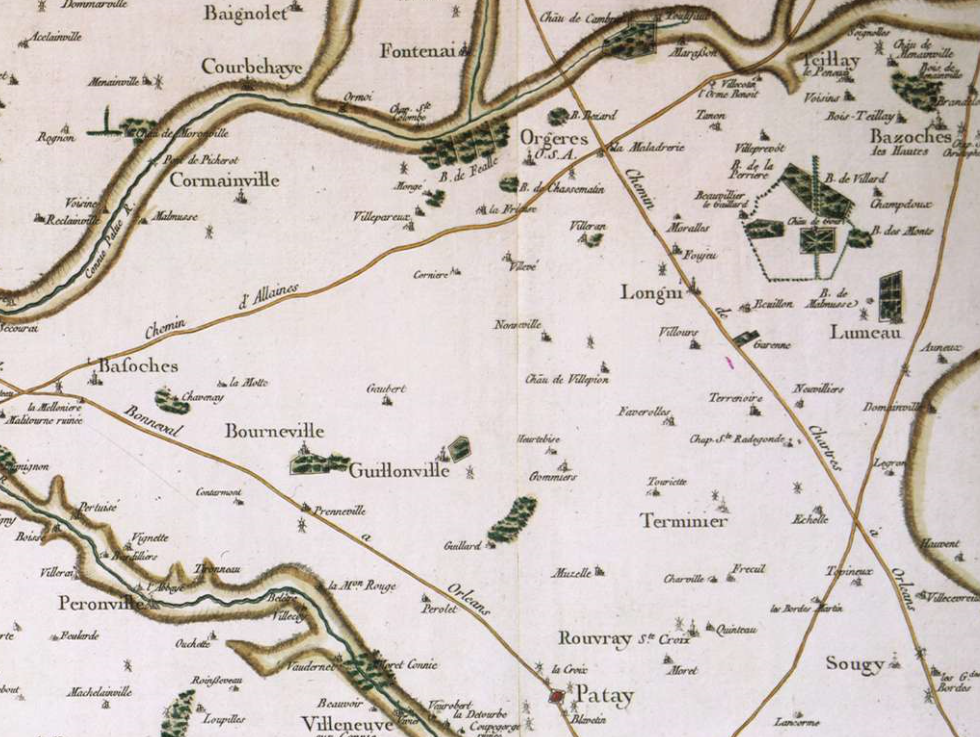
Extrait de la carte de Cassini (1757).

Le décret de l'Assemblée Nationale du 12 novembre 1789 décrète « il y aura une municipalité dans chaque ville, bourg, paroisse ou communauté de campagne ». En 1790, dans le cadre de la création des départements, le Loiret compte alors 367 municipalités, rattachées à 59 cantons et 7 districts. La municipalité de Sougy est rattachée au canton de Patay et au district d'Orléans.  Le terme « commune », au sens de l’administration territoriale actuelle, est imposé par le décret de la Convention nationale du 10 brumaire an II (31 octobre 1793) : « La Convention nationale, sur la proposition d’un membre, décrète que toutes les dénominations de ville, bourg ou village sont supprimées et que celle de commune leur est substituée ». Ainsi la municipalité de Sougy devient formellement « commune de Sougy » en 1793.
Les cantons sont supprimés, en tant que découpage administratif, par une loi du 26 juin 1793, et ne conservent qu'un rôle électoral, permettant l’élection des électeurs du second degré chargés de désigner les députés,. La Constitution du 5 fructidor an III, appliquée à partir de vendémiaire an IV (1795) supprime les districts, considérés comme des rouages administratifs liés à la Terreur, mais maintient les cantons qui acquièrent dès lors plus d'importance en retrouvant une fonction administrative. Enfin, sous le Consulat, un redécoupage territorial visant à réduire le nombre de justices de paix ramène le nombre de cantons dans le Loiret de 58 à 31,. Sougy est alors rattachée au canton Patay et à l'Arrondissement d'Orléans par arrêté du 9 vendémiaire an X (1er octobre 1801),,. En 1806, la commune est rattachée au canton d'Artenay, un canton nouveau formé d'une commune de l'ancien canton d'Ingré, supprimé, de sept communes issues du canton de Neuville et de trois issues du canton de Patay. Cette organisation va rester inchangée jusqu'en 2015.

### Époque contemporaine
Le 1er décembre 1870 la confrontation avec les Allemands est aux portes de Sougy, l'armée de la Loire voulait attaquer les Allemands sur le flanc gauche, le 16e corps devait marcher sur Jeanville et Toury. La division du génèral Barry devait s’établir entre Sougy et Terminiers , celle de la troisième division du général Morandy se dirigeait vers la droite du village de Sougy. Lorsque l'amiral Jauréguiberry vit un mouvement menaçant de l'ennemi s’entame alors le combat de Villepion : une victoire française face aux allemands.

## Urbanisme

### Typologie
Au 1er janvier 2024, Sougy est catégorisée commune rurale à habitat dispersé, selon la nouvelle grille communale de densité à sept niveaux définie par l'Insee en 2022.
Elle est située hors unité urbaine. Par ailleurs la commune fait partie de l'aire d'attraction d'Orléans, dont elle est une commune de la couronne,. Cette aire, qui regroupe 136 communes, est catégorisée dans les aires de 200 000 à moins de 700 000 habitants,.

### Occupation des sols
L'occupation des sols de la commune, telle qu'elle ressort de la base de données européenne d’occupation biophysique des sols Corine Land Cover (CLC), est marquée par l'importance des territoires agricoles (97,7 % en 2018), en diminution par rapport à 1990 (98,7 %). La répartition détaillée en 2018 est la suivante : 
terres arables (97,7 %), zones urbanisées (2,3 %).
L'évolution de l’occupation des sols de la commune et de ses infrastructures peut être observée sur les différentes représentations cartographiques du territoire : la carte de Cassini (XVIIIe siècle), la carte d'état-major (1820-1866) et les cartes ou photos aériennes de l'IGN pour la période actuelle (1950 à aujourd'hui).

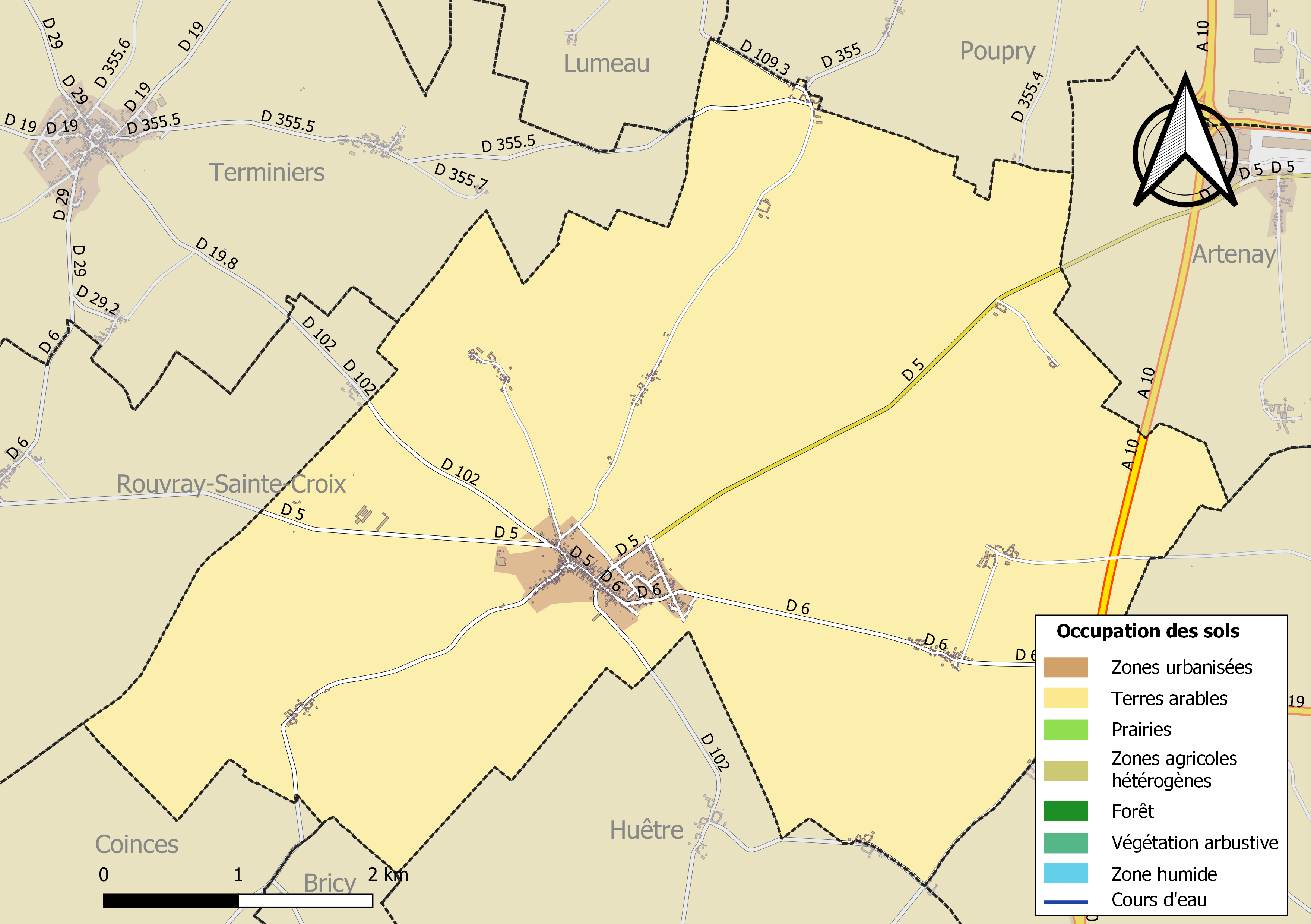
Carte des infrastructures et de l'occupation des sols de la commune en 2018 (CLC).
Carte orthophotographique de la commune en 2016.

### Planification

#### Plan local d'urbanisme
Le conseil municipal prescrit l'élaboration d'un plan local d'urbanisme le 27 novembre 2009, en application de la loi relative à la solidarité et au renouvellement urbains, dite loi SRU. Après l'enquête publique qui s'est déroulée en septembre 2014, le document est approuvé le 12 février 2015,.

#### Documents d'orientations intercommunaux
La commune est membre du Pays Loire Beauce, qui regroupe 38 communes. En 2012 les Pays Forêt d'Orléans Val de Loire, Loire Beauce et Sologne Val-sud sont les seuls territoires du département du Loiret ne disposant pas de schéma de cohérence territoriale (SCoT). Compte tenu  de l'intérêt de cet outil pour l'avenir des territoires, les élus de ces pays décident d'engager une démarche commune d'élaboration de SCoT. Le comité syndical du Pays Loire Beauce se prononce majoritairement en janvier 2013 pour prendre la compétence  « Elaboration, gestion et suivi du Schéma de Cohérence Territoriale » dans ses statuts. Le périmètre de SCoT à l'échelle des 38 communes composant le Pays Loire Beauce est arrêté par le Comité Syndical le 26 juin 2013. Les trois SCoT sont lancés officiellement et simultanément à La Ferté-Saint-Aubin le 21 juin 2014, l'assistance à maîtrise d'ouvrage étant confiée à un seul bureau d'études. Après étude et concertation de 2014 à 2017, le document doit être approuvé en 2018.

### Voies de communication et transports

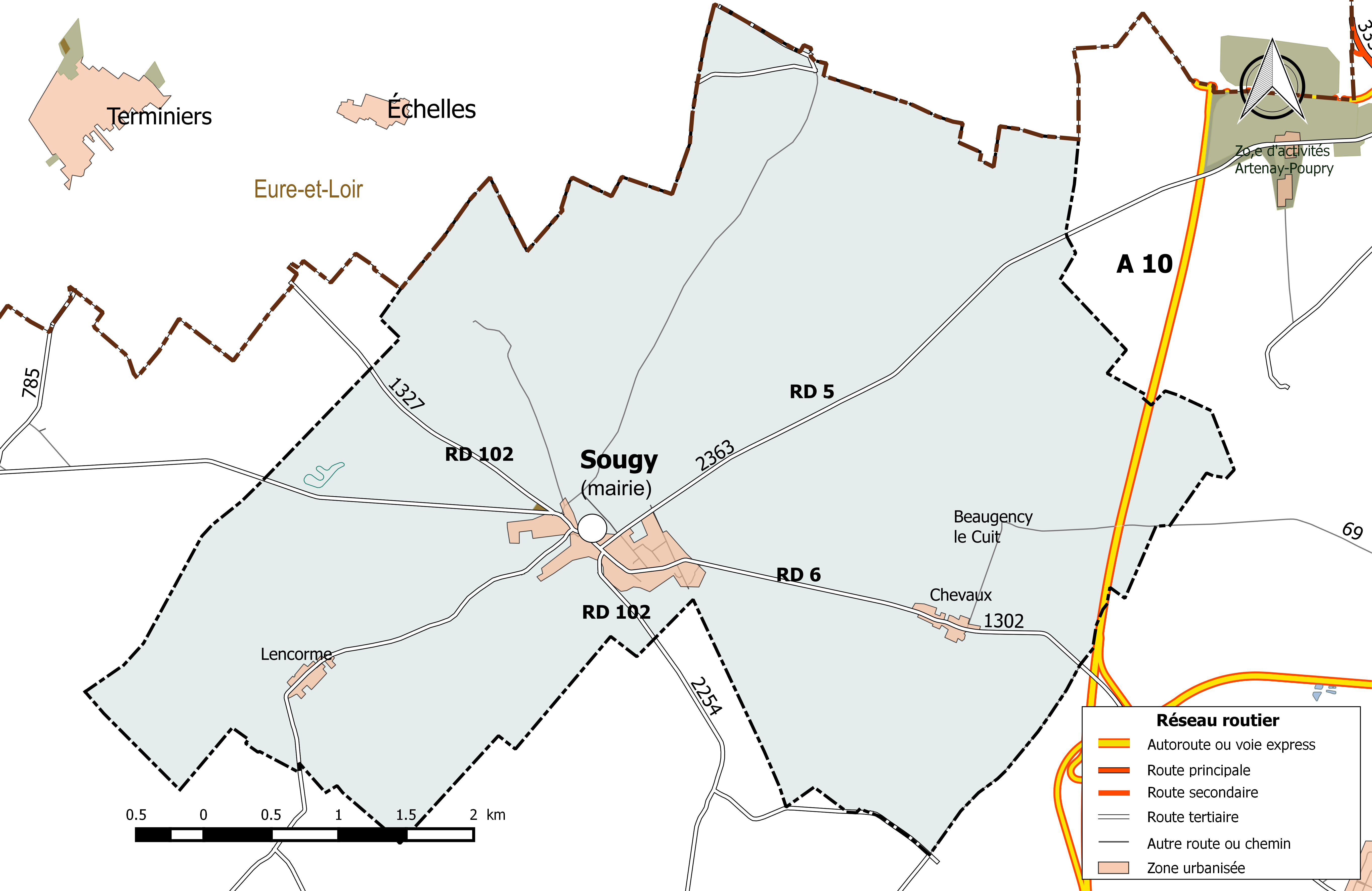
Réseau routier principal de la commune de Sougy (avec indication du trafic routier 2014).

#### Infrastructures routières
La commune est traversée sur sa lisière est par l'autoroute A10 et par trois routes départementales : la RD 5 (2 363 véhicules/jour), qui relie Patay à Chilleurs-aux-Bois, la RD 6 (1 302 véhicules/jour), qui relie Chevilly à Rouvray-Sainte-Croix et la RD 102 (2 254 véhicules/jour), qui relie Cercottes à Rouvray-Sainte-Croix. Complétant ces voies, la commune est sillonnée de plusieurs voies communales et chemins ruraux  desservant ses fermes et hameaux et les bourgs environnants.

#### Transports en commun
En 2016, la commune est desservie par la ligne régulière de transports par autocar 1A du réseau Ulys du Conseil départemental du Loiret qui relie Orgères-en-Beauce - Rouvray-Sainte-Croix - Orléans. Cette ligne propose un nombre de dessertes variable en fonction des jours ouvrables de la semaine. Des correspondances SNCF sont assurées à la gare d'Orléans et TAO et Transbeauce à la Gare routière d'Orléans. À compter du 1er janvier 2017, la compétence des services de transports routiers interurbains, réguliers et à la demande est transférée des départements aux régions, et donc localement du département du Loiret à la région Centre-Val de Loire, consécutivement à la loi NOTRe du 7 août 2015. Dans ce cadre le Réseau de mobilité interurbaine « Rémi » remplace chacun des réseaux départementaux et en particulier le réseau Ulys dans le Loiret et  entre en service à compter de la rentrée scolaire du 4 septembre 2017.

### Risques majeurs
La commune de Sougy est vulnérable à différents aléas naturels : climatiques (hiver exceptionnel ou canicule), mouvements de terrains ou sismique (sismicité très faible). Elle est également exposée à un risque technologique : le risque de transport de matières dangereuses. 
Entre 1989 et 2019, deux arrêtés ministériels ayant porté reconnaissance de catastrophe naturelle ont été pris pour le territoire de la commune  pour des inondations et coulées de boues.

#### Risques naturels
Le territoire de la commune peut être concerné par un risque d'effondrement de cavités souterraines non connues. Une cartographie départementale de l'inventaire des cavités souterraines et des désordres de surface a été réalisée. Il a été recensé sur la commune plusieurs effondrements de cavités.
Par ailleurs le sol du territoire communal peut faire l'objet de mouvements de terrain liés à la sècheresse. Le phénomène de retrait-gonflement des argiles est la conséquence d'un changement d'humidité des sols argileux. Les argiles sont capables de fixer l'eau disponible mais aussi de la perdre en se rétractant en cas de sècheresse. Ce phénomène peut provoquer des dégâts très importants sur les constructions (fissures, déformations des ouvertures) pouvant rendre inhabitables certains locaux. Celui-ci a particulièrement affecté le Loiret après la canicule de l'été 2003. Une grande partie du territoire de la commune est exposée à un aléa « moyen » face à ce risque, selon l'échelle définie par le Bureau de recherches géologiques et minières (BRGM).
Depuis le 22 octobre 2010, la France dispose d’un nouveau zonage sismique divisant le territoire national en cinq zones de sismicité croissante. La commune, à l’instar de l’ensemble du département,  est concernée par un risque très faible.

#### Risques technologiques
La commune est exposée au risque de transport de matières dangereuses, en raison du passage sur son territoire d'un itinéraire routier structurant supportant un fort trafic (l'autoroute A10),.

## Politique et administration

### Découpage territorial
La commune de Sougy est membre de la communauté de communes de la Beauce loirétaine, un établissement public de coopération intercommunale (EPCI) à fiscalité propre créé le 26 décembre 2012 dont le siège est à Patay. Ce dernier est par ailleurs membre d'autres groupements intercommunaux qui sont, en 2020, 0.
Sur le plan administratif, elle est rattachée à l'arrondissement d'Orléans, au département du Loiret et à la région Centre-Val de Loire. Sur le plan électoral, elle dépend du  canton de Meung-sur-Loire pour l'élection des conseillers départementaux, depuis le redécoupage cantonal de 2014 entré en vigueur en 2015, et de la deuxième circonscription du Loiret  pour les élections législatives, depuis le dernier découpage électoral de 2010.

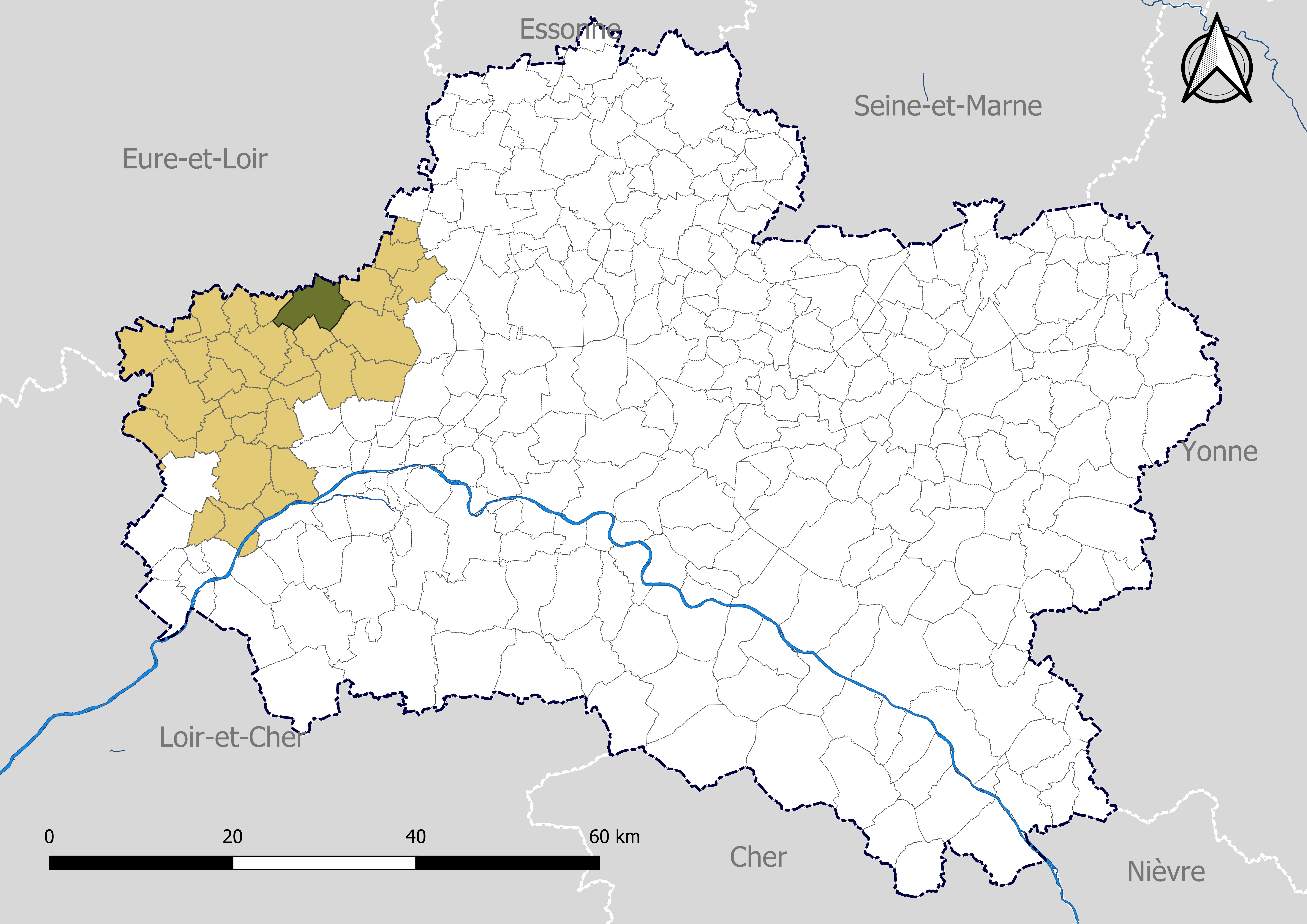
Sougy dans le canton de Meung-sur-Loire en 2020.
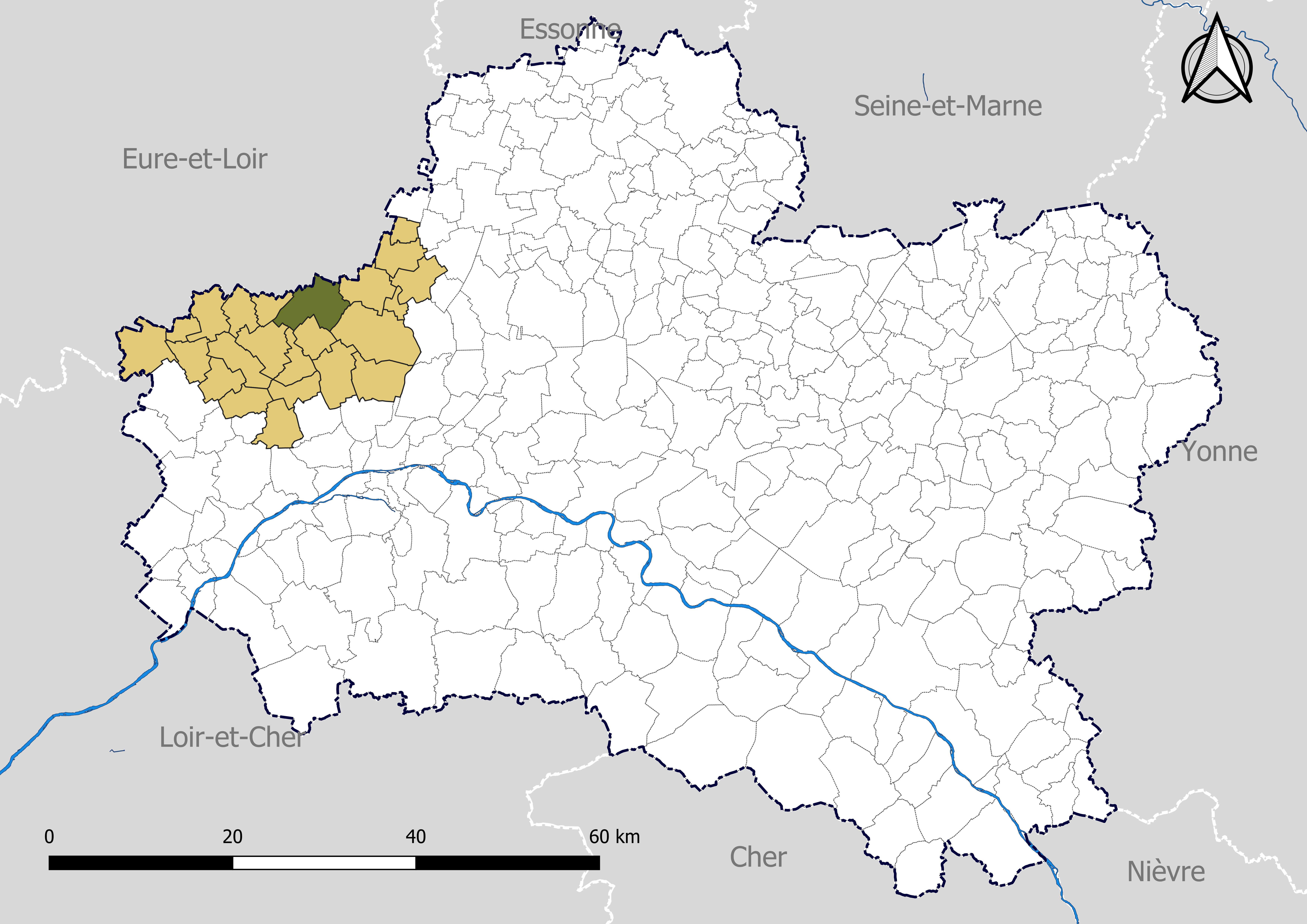
Sougy dans la communauté de communes de la Beauce loirétaine en 2020.
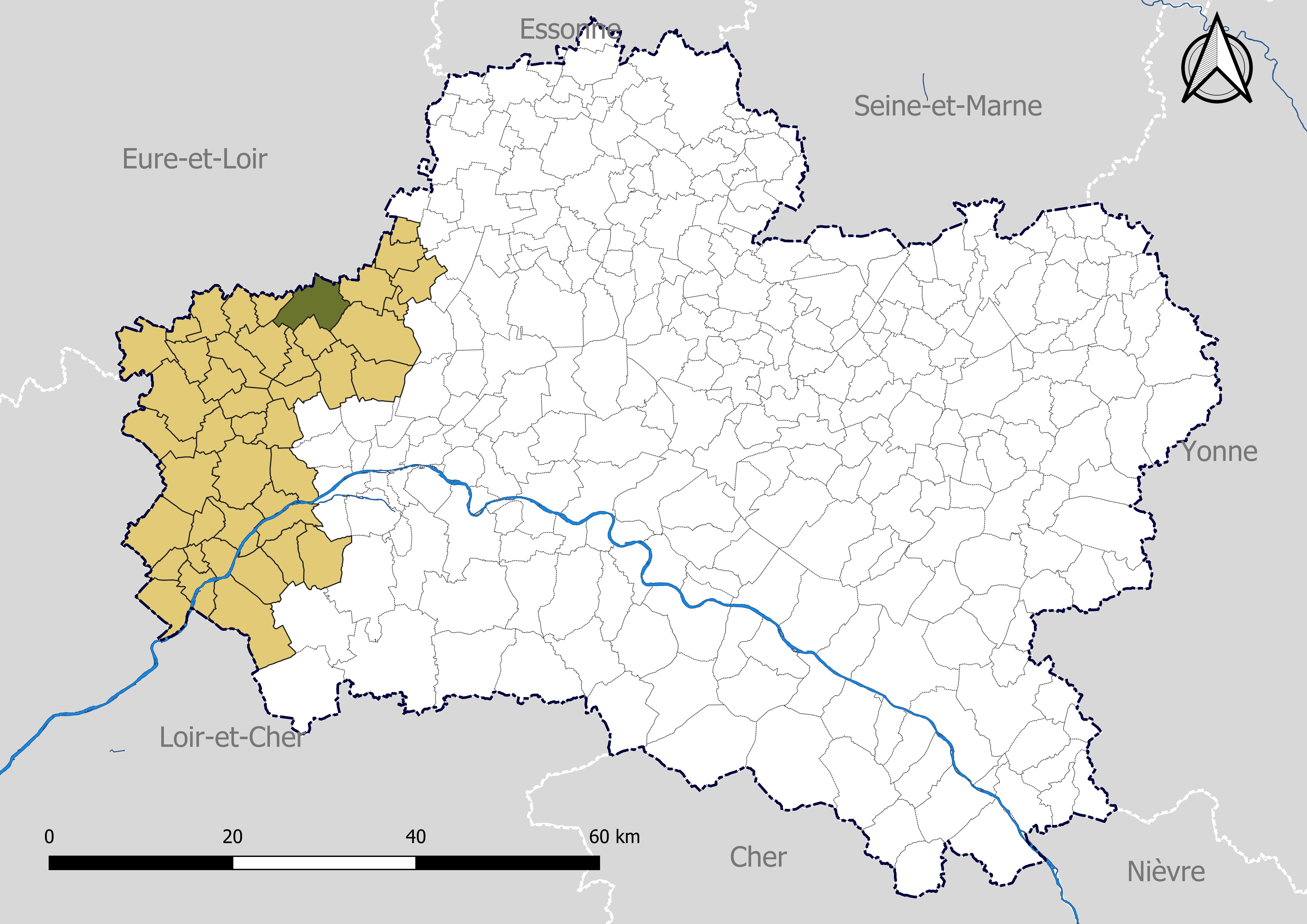
Sougy dans le Pôle d'équilibre territorial et rural (PETR) Loire Beauce en 2020.
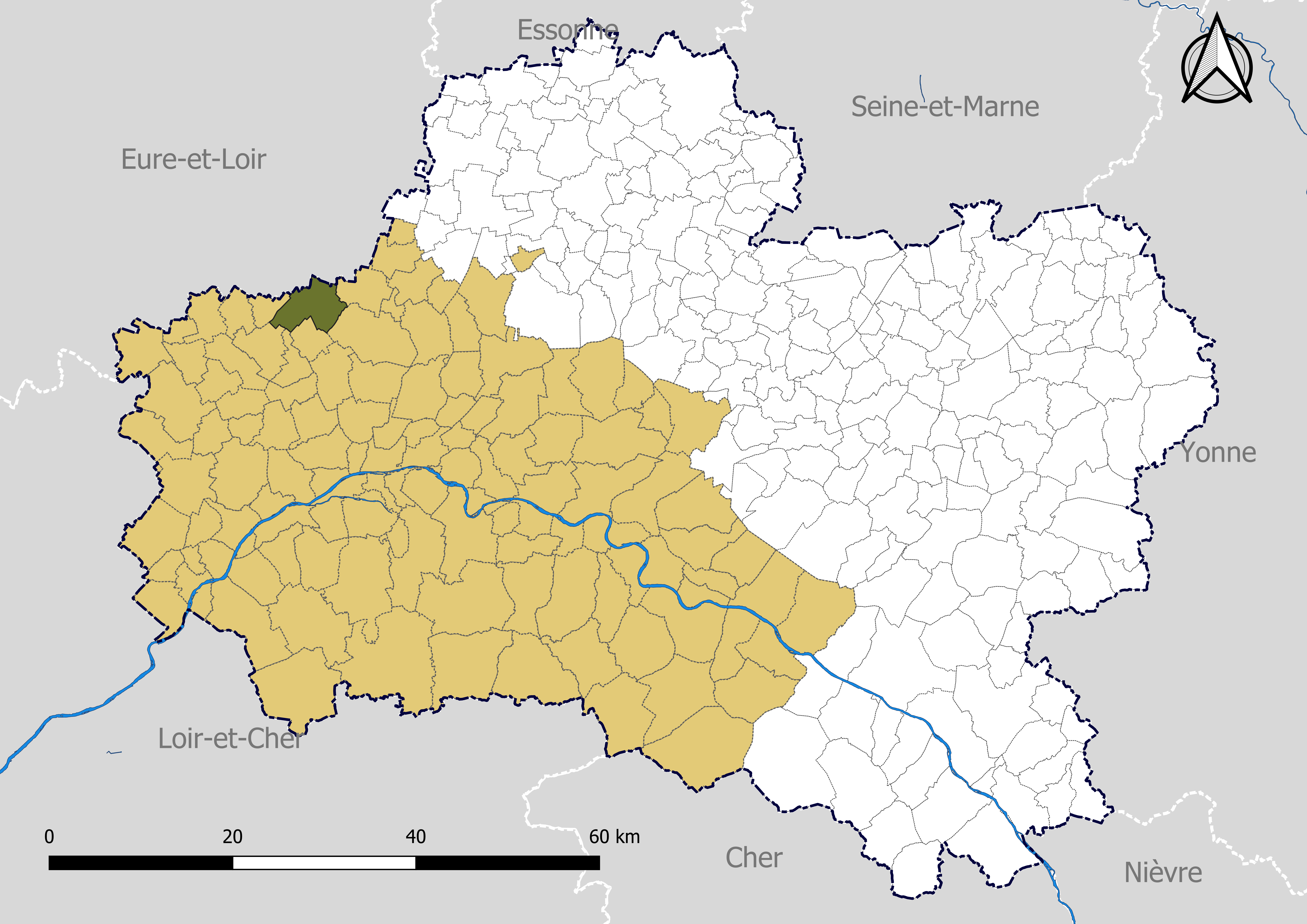
Sougy dans l'arrondissement d'Orléans en 2020.

### Politique et administration municipales

#### Conseil municipal et maire
Depuis les élections municipales de 2014, le conseil municipal de Sougy, commune de moins de 1 000 habitants, est élu au scrutin majoritaire plurinominal à deux tours, les électeurs pouvant modifier les listes, panacher, ajouter ou supprimer des candidats sans que le vote soit nul, pour un mandat de six ans renouvelable. Il est composé de 15 membres. L'exécutif communal est constitué par le maire, élu par le conseil municipal, parmi ses membres, pour un mandat de six ans, c'est-à-dire pour la durée du mandat du conseil.
| Période    | Période  | Identité                      | Étiquette | Qualité                              |
| ---------- | -------- | ----------------------------- | --------- | ------------------------------------ |
| 1790       | 1792     | Charles Pouradier             |           |                                      |
| 1793       | 1800     | Jean-Pierre Gassot            |           |                                      |
| 1800       | 1808     | Jean-Baptiste Pelletier       |           |                                      |
| 1804       | 1814     | Jean Heurteau                 |           |                                      |
| 1814       | 1815     | Jean-Jacques Pouradier        |           |                                      |
| 1815       | 1826     | Jean-Pierre Legrand           |           |                                      |
| 1826       | 1831     | Charles Prosper Heurteau      |           |                                      |
| 1831       | 1870     | Toussaint Pierre Moulin       |           |                                      |
| 1870       | 1874     | Pierre Désiré Moulin          |           |                                      |
| 1874       | 1888     | Pierre Germain Echard         |           |                                      |
| 1888       | 1890     | Léonce Guyon                  |           |                                      |
| 1890       | 1892     | Constant Dreux                |           |                                      |
| 1892       | 1900     | Pierre Auguste Magloire Gosme |           |                                      |
| 1900       | 1904     | Charles Ernest David          |           |                                      |
| 1904       | 1908     | Germain Echard                |           |                                      |
| 1908       | 1912     | Charles Thomain               |           |                                      |
| 1912       | 1924     | Germain Echard                |           |                                      |
| 1924       | 1931     | Louis Gosme                   |           |                                      |
| 1931       | 1941     | Kléber Chaudeau               |           |                                      |
| 1941       | 1945     | Raymond Baillon               |           |                                      |
| 1945       | 1947     | Louis Salle                   |           |                                      |
| 1947       | 1953     | Allyre Lefevre                |           |                                      |
| 1953       | 1959     | Fernand Parou                 |           |                                      |
| 1959       | 1971     | Albert Pouradier              |           |                                      |
| 1971       | 1981     | Robert Delahaye               |           |                                      |
| 1981       | 1989     | Marcel Parou                  |           |                                      |
| 1989       | 2008     | Jean-Claude Ménard            |           |                                      |
| 2008       | 2014     | Patrice Arrachart             |           |                                      |
| avril 2014 | En cours | Éric David,                   |           | Agriculteur sur moyenne exploitation |

## Équipements et services

### Environnement

#### Gestion des déchets
Au 31 décembre 2016, la commune est membre du SIRTOM de la région d'Artenay (SIRTOMRA), créé en 1971. Celui-ci assure la collecte et le traitement des ordures ménagères résiduelles en porte à porte, des emballages ménagers recyclables en porte à porte ou en points d’apport volontaire, du verre en points d’apport volontaire et des papiers en points d’apport volontaire. Un réseau de quatre déchèteries accueille les encombrants et autres déchets spécifiques (déchets verts, déchets dangereux, gravats, ferraille, cartons…). La déchèterie la plus proche de la commune est située sur la commune d'Artenay.
L'élimination et la valorisation énergétique des déchets sont effectuées dans l'outil de traitement appelé BEGEVAL, installé à Pithiviers et géré par le syndicat de traitement Beauce Gâtinais Valorisation (BGV) qui regroupe le territoire des trois syndicats de collecte : SMETOM, SITOMAP et SIRTOMRA. Cet outil est composé d’un centre de valorisation matière qui trie les emballages issus de la collecte sélective, les journaux-magazines et les cartons de déchèteries, et d’un centre de valorisation énergétique qui incinère les ordures ménagères résiduelles et le tout-venant incinérable des déchèteries ainsi que les refus du centre de tri.
Depuis le 1er janvier 2017, la « gestion des déchets ménagers » ne fait plus partie des compétences de la commune mais est une compétence obligatoire de la communauté de communes de la Beauce loirétaine, en application de la loi NOTRe du 7 août 2015.

#### Production et distribution d'eau
Le service public d’eau potable est une compétence obligatoire des communes depuis l’adoption de la loi du 30 décembre 2006 sur l’eau et les milieux aquatiques. Au 31 décembre 2016, la production de l'eau potable sur le territoire communal est assurée par le syndicat de production d'eau potable d'Artenay - Sougy, et la distribution par  la commune elle-même.
La loi NOTRe du 7 août 2015 prévoit que le transfert des compétences « eau et assainissement » vers les communautés de communes sera obligatoire à compter du 1er janvier 2020. Le transfert d’une compétence entraîne  de  facto  la  mise  à disposition  gratuite  de  plein droit des biens, équipements et services publics utilisés, à la date du transfert, pour l'exercice de ces compétences et la substitution de la communauté dans les droits et obligations des communes,.

#### Assainissement
La compétence assainissement, qui recouvre obligatoirement la collecte, le transport et l’épuration des eaux usées, l’élimination des boues produites, ainsi que le contrôle des raccordements aux réseaux publics de collecte, est assurée  par la commune elle-même.
La commune est raccordée à une station d'épuration située sur le territoire communal mise en service le 1er janvier 1992 et dont la capacité nominale de traitement est de  770 EH, soit 115 m3/jour. Cet équipement utilise un procédé d'épuration biologique dit « à boues activées ». Son exploitation est assurée par SAUR,.
L’assainissement non collectif (ANC) désigne les installations individuelles de traitement des eaux domestiques qui ne sont pas desservies par un réseau public de collecte des eaux usées et qui doivent en conséquence traiter elles-mêmes leurs eaux usées avant de les rejeter dans le milieu naturel. En 2016, la communauté de communes de la Beauce loirétaine assure le service public d'assainissement non collectif (SPANC), qui a pour mission de vérifier la bonne exécution des travaux de réalisation et de réhabilitation, ainsi que le bon fonctionnement et l’entretien des installations,.

## Population et société

### Démographie
L'évolution du nombre d'habitants est connue à travers les recensements de la population effectués dans la commune depuis 1793. Pour les communes de moins de 10 000 habitants, une enquête de recensement portant sur toute la population est réalisée tous les cinq ans, les populations de référence des années intermédiaires étant quant à elles estimées par interpolation ou extrapolation. Pour la commune, le premier recensement exhaustif entrant dans le cadre du nouveau dispositif a été réalisé en 2008.
En 2022, la commune comptait 835 habitants, en stagnation par rapport à 2016 (Loiret : +1,89 %, France hors Mayotte : +2,11 %).
| 1793 | 1800 | 1806 | 1821 | 1831 | 1836 | 1841 | 1846 | 1851 |
| ---- | ---- | ---- | ---- | ---- | ---- | ---- | ---- | ---- |
| 674  | 692  | 721  | 764  | 895  | 922  | 956  | 958  | 934  |

| 1856  | 1861 | 1866  | 1872 | 1876 | 1881 | 1886 | 1891 | 1896 |
| ----- | ---- | ----- | ---- | ---- | ---- | ---- | ---- | ---- |
| 1 014 | 952  | 1 021 | 970  | 954  | 882  | 911  | 964  | 966  |

| 1901 | 1906 | 1911 | 1921 | 1926 | 1931 | 1936 | 1946 | 1954 |
| ---- | ---- | ---- | ---- | ---- | ---- | ---- | ---- | ---- |
| 799  | 789  | 762  | 761  | 737  | 798  | 780  | 689  | 683  |

| 1962 | 1968 | 1975 | 1982 | 1990 | 1999 | 2006 | 2008 | 2013 |
| ---- | ---- | ---- | ---- | ---- | ---- | ---- | ---- | ---- |
| 667  | 702  | 667  | 835  | 828  | 805  | 844  | 855  | 843  |

| 2018 | 2022 | - | - | - | - | - | - | - |
| ---- | ---- | - | - | - | - | - | - | - |
| 816  | 835  | - | - | - | - | - | - | - |

## Culture locale et patrimoine

### Lieux et monuments

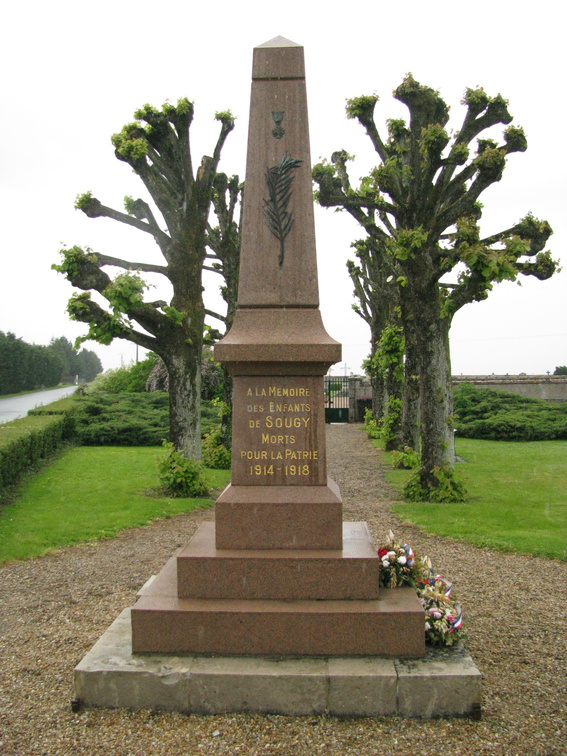
Le monument aux morts de Sougy.

L'église de Saint-Germain est longue de 23 m et large de 9,3 m. Elle est construite dans le style gothique au XIIe siècle et appartient au style ogival à lancettes. Elle est reconstruite au XIXe siècle. Le 31 mars 1867, sous le pontificat du pape Pie IX et le règne de l'empereur Napoléon III, la première pierre de la nouvelle église est posée et bénie par M. Gabriel, archidiacre d'Orléans. Le dimanche 23 février 1868, la nouvelle église est bénie par M. Rabotin, archidiacre d'Orléans ; c'était alors une période faste pour les reconstructions d'église, puisque les églises de Nibelle, Tivernon et Tournoisis dans le diocèse d'Orléans étaient finies ou en voie d'achèvement la même année. Les trois vitraux du sanctuaire datent de 1882. Le bas du vitrail central représente l’ancienne église. Les vitraux des côtés ont été posés en 1938. Les bancs ont été acquis en 1891. En 1971, d’importants travaux d’entretien ont été effectués.
Le monument aux morts situé aux abords du cimetière communal indique la part des habitants dans les conflits français - dix morts dans la guerre franco-allemande (1870-1871), 56 tués lors de la Première Guerre mondiale (1914-1918), deux morts durant la Seconde Guerre mondiale (1939-1945), un mort pendant la guerre d'Algérie (1954-1962) - il était initialement prévue sur la place de l'Église et a été inauguré le 11 septembre sous le mandat du maire Germain Echart pour un coût de 6 650 Francs.
Sur le territoire de la commune se trouve la ferme de Marville, vestige d'un fief qui a appartenu à la famille Cailly avant d'échoir en 1594 par mariage à une branche de la famille Feydeau qui en porta le nom. Les Feydeau vendirent Marville en 1716 à la famille Haudry.